# Stadio Del Conero
Lo stadio Del Conero è un impianto sportivo di Ancona, sito nel quartiere di Passo Varano; ospita le gare casalinghe dell'Ancona, maggior club calcistico cittadino.  
Deve il suo nome al Monte Conero, il rilievo montuoso sulle cui pendici settentrionali sorge il capoluogo marchigiano.
Caratteristica peculiare della struttura è la costruzione parzialmente in trincea, al di sotto del livello del suolo.

## Storia
La costruzione dell'impianto fu dettata dalla volontà di dare all'Ancona un terreno casalingo più moderno e capiente del vecchio stadio Dorico, in particolare in vista dell'esordio del club biancorosso in Serie A per la stagione 1992-1993.
Il nuovo stadio fu ricavato in località Passo Varano, alla periferia sud della città; accanto sorse altresì il nuovo palazzetto dello sport; i lavori procedettero celermente e il 6 dicembre 1992 il "Del Conero" poté essere inaugurato con la disputa della partita Ancona-Inter, valida per 12ª giornata del campionato di Serie A.
All'inaugurazione alcuni settori (tra cui la curva nord e i distinti laterali) erano ancora in costruzione; a lavori conclusi la capienza totale era di 23 976 posti. Negli anni successivi, complici le alterne fortune dell'Ancona, alcuni settori vennero chiusi al pubblico (segnatamente i distinti) e la capienza fu ridotta a 14.295 posti.

## Record di spettatori
- 18 dicembre 2002, Coppa Italia: Ancona-Milan 1-1 (21 498)
- 31 maggio 2003, Serie B: Ancona-Venezia 2-1 (19 006)
- 1º settembre 2003, Serie A: Ancona-Milan 0-2 (22 746)
- 18 ottobre 2003, Serie A: Ancona-Juventus 2-3 (23 306)
- 15 febbraio 2004, Serie A: Ancona-Roma 0-0 (20 850)

## Eventi

### Calcio

#### Incontro inaugurale
| Arbitro: | Bettin (Padova) |

|                          |           |  |
| Détári 20’, 75’ Lupo 83’ | Marcatori |  |

#### Incontri della nazionale italiana
Lo stadio Del Conero è stato sede di tre incontri della nazionale di calcio dell'Italia: la gara di qualificazione al campionato d'Europa 2000 del 31 marzo 1999 contro la Bielorussia, terminato con il punteggio di 1-1; la gara di qualificazione al campionato del mondo 2002 dell'11 ottobre 2000 contro la Georgia, terminata 2-0 in favore degli Azzurri; l'amichevole del 16 novembre 2003 contro la Romania, terminata in questo caso 1-0 per i padroni di casa.

#### Altre manifestazioni calcistiche
Lo stadio ha anche ospitato alcune gare dell'Under-21 azzurra, un'edizione del Trofeo TIM (2003) e partite della Nazionale italiana cantanti. 

## Eventi extracalcistici

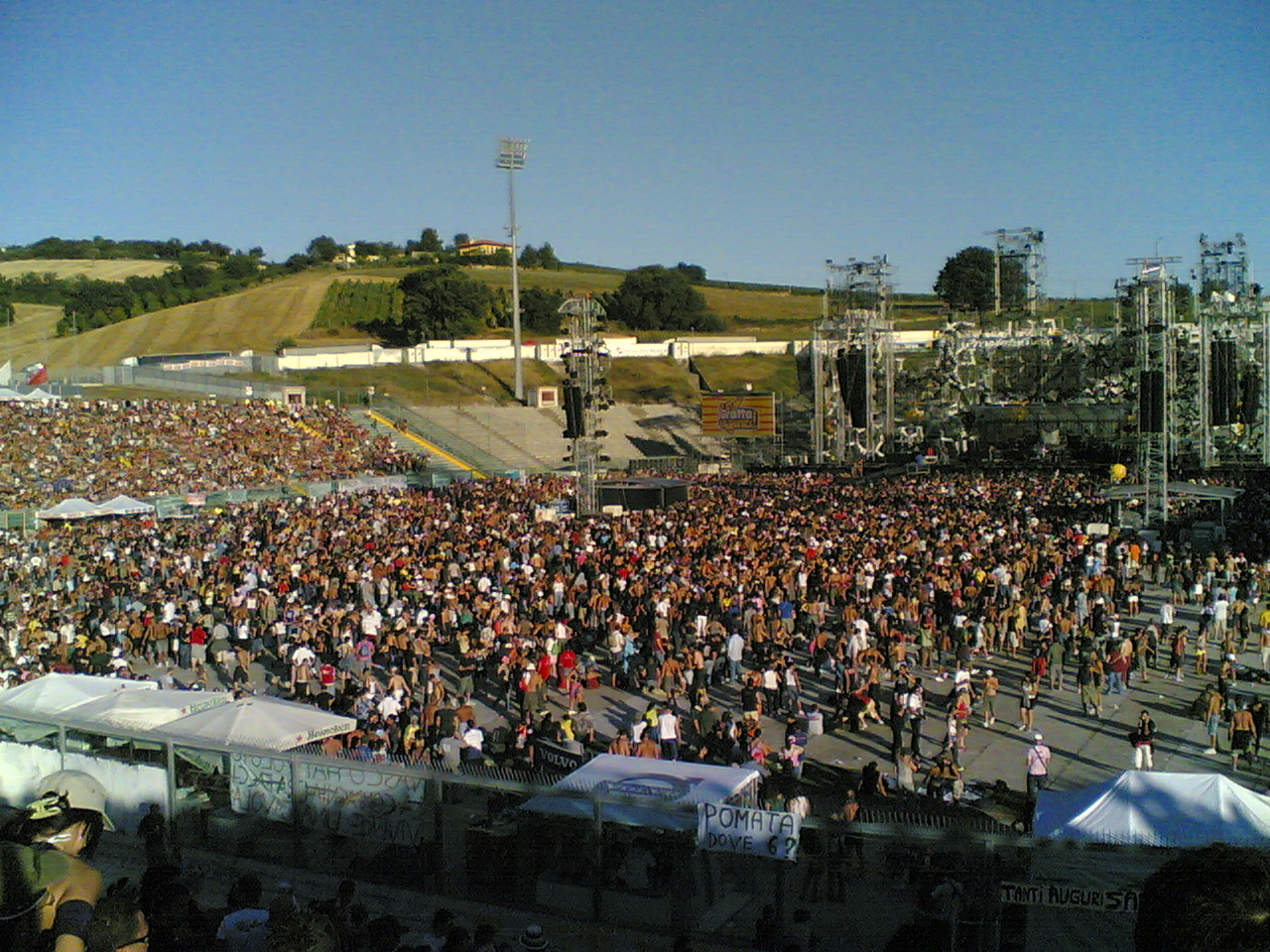
Lo stadio Del Conero prima del concerto di Vasco Rossi del 14 luglio 2007

Il "Del Conero" ospita altresì concerti e spettacoli; tra gli artisti che vi si sono esibiti si annoverano Renato Zero, Claudio Baglioni, Vasco Rossi, Eros Ramazzotti, Ligabue, Jovanotti, Fiorello, i R.E.M., Tiziano Ferro e Ultimo.
Il 30 maggio 1999 papa Giovanni Paolo II, in visita ad Ancona, celebrò la messa nello stadio.